# Johannes Bott
Johannes Bott (* 23. März 1815 in Hettenhain; † 1. Januar 1889 in Eltville am Rhein) war ein deutscher Bürgermeister und Abgeordneter des Provinziallandtages der Provinz Hessen-Nassau.

## Leben
Johannes Bott erlernte den Maurerberuf, wurde später Baumeister und gründete 1845 in seinem Heimatort ein Baugeschäft.
Er war politisch aktiv und in den Jahren von 1854 bis 1888 Bürgermeister von Eltville.
Gegen seine Wahl verfassten die Eltviller Ratsmitglieder Heinrich Braun und Nikolaus Mahr eine Beschwerde, mit der sich der Petitionsausschuss der Zweiten Kammer der Landstände am 2. Juni 1862 beschäftigte. Die Eingabe war haltlos und wurde zurückgewiesen.
1865 gehörte er neben Nikolaus Mahr zu den Mitbegründern des Vorschussvereins Eltville.
Bott war Mitglied des Bezirksrates des Amtes Eltville und des Kreistages des Rheingaukreises.
1878 erhielt er ein Mandat für den Nassauischen Kommunallandtag des preußischen Regierungsbezirks Wiesbaden bzw. des Provinziallandtages der Provinz Hessen-Nassau, wo er neun Jahre Vorsitzender des Rechnungsprüfungsausschusses war.
1888 legte er seine Mandate nieder.